# Anne Smith
Anne Smith (Dallas, 1 juli 1959) is een voormalig tennisspeelster uit de Verenigde Staten van Amerika. Zij begon met tennis toen zij tien jaar oud was. Haar favoriete ondergrond is gravel. Zij was actief in het proftennis van 1976 tot en met 2006 en beoefende voornamelijk het dubbelspel. Samen met haar landgenote Kathy Jordan won zij alle vier grandslamtoernooien (een zogeheten career slam).

## Loopbaan

### Enkelspel
Smith won geen WTA-enkelspeltitels. Haar beste resultaat op de grandslamtoernooien is het bereiken van de kwartfinale. Haar hoogste positie op de WTA-ranglijst is de twaalfde plaats, die zij bereikte in mei 1982.

### Dubbelspel
Smith behaalde in het dubbelspel aanmerkelijk betere resultaten dan in het enkelspel. In totaal won zij 32 titels in het vrouwendubbelspel (waarvan vijf op de grandslamtoernooien) en vijf (grandslam)titels in het gemengd dubbelspel. Haar hoogste positie op de WTA-ranglijst is de eerste plaats, die zij bereikte in oktober 1981.

### Tennis in teamverband
Tweemaal (in 1980 en 1982) hielp zij het Amerikaanse Wightman Cup-team aan de overwinning in de Royal Albert Hall in Londen.
In 1984 maakte Smith deel uit van het Amerikaanse Fed Cup-team – zij vergaarde daar een winst/verlies-balans van 3–1.

### Na het tennis
Smith studeerde af als psychologe aan de Trinity University (San Antonio) en aan de University of Texas (Austin). Naast haar praktijk als schoolpsycholoog richt zij zich op coaching en mentale training van tennissers. Op dat terrein is zij auteur van enkele boeken.

## Posities op deWTA-ranglijst
Positie per einde seizoen:
| jaar | rang enkelspel | rang dubbelspel |
| ---- | -------------- | --------------- |
| 1978 | 20             | –               |
| 1979 | 24             | –               |
| 1980 | 24             | –               |
| 1981 | 16             | –               |
| 1982 | 13             | –               |
| 1983 | 25             | –               |
|      |                |                 |
| 1986 | 78             | 21              |
| 1987 | 41             | 34              |
| 1988 | 55             | 39              |
| 1989 | 42             | 168             |
| 1990 | 33             | 17              |
| 1991 | 63             | 11              |
|      |                |                 |
| 2005 | 953            | 473             |
| 2006 | 1308           | –               |

## Palmares
| Legenda                |
| ---------------------- |
| Grandslamtoernooi      |
| Olympische Spelen      |
| Year-End Championships |
| Tier I                 |
| Tier II                |
| Tier III               |
| Tier IV & V            |

### WTA-finaleplaatsen enkelspel
| nr.              | finale     | toernooi         | ondergrond    | tegenstandster      | score         |
| ---------------- | ---------- | ---------------- | ------------- | ------------------- | ------------- |
| gewonnen finales |            |                  |               |                     |               |
| geen             |            |                  |               |                     |               |
| verloren finales |            |                  |               |                     |               |
| 1.               | 1982-01-11 | WTA Washington   | tapijt (i)    | Martina Navrátilová | 2-6, 3-6      |
| 2.               | 1987-11-01 | WTA Indianapolis | hardcourt     | Halle Cioffi        | 6-4, 4-6, 6-7 |
| 3.               | 1988-10-09 | WTA New Orleans  | hardcourt     | Chris Evert         | 4-6, 1-6      |
| 4.               | 1991-02-24 | WTA Oklahoma     | hardcourt (i) | Jana Novotná        | 6-3, 3-6, 2-6 |

### WTA-finaleplaatsen vrouwendubbelspel
| nr.              | finale     | toernooi          | ondergrond    | partner             | tegenstandsters                          | score         |         |
| ---------------- | ---------- | ----------------- | ------------- | ------------------- | ---------------------------------------- | ------------- | ------- |
| gewonnen finales |            |                   |               |                     |                                          |               |         |
| 01.              | 1978-03-12 | WTA Dallas        | tapijt        | Martina Navrátilová | Evonne Goolagong Betty Stöve             | 6-3, 7-6      |         |
| 02.              | 1978-11-12 | WTA Oldsmar       | hardcourt     | Martina Navrátilová | Kerry Reid Wendy Turnbull                | 7-6, 6-3      |         |
| 03.              | 1979-03-04 | WTA Dallas        | tapijt        | Martina Navrátilová | Rosie Casals Chris Evert                 | 7-6, 6-2      |         |
| 04.              | 1979-08-12 | WTA Indianapolis  | gravel        | Kathy Jordan        | Penny Johnson Paula Smith                | 6-1, 6-0      |         |
| 05.              | 1979-10-28 | WTA Tampa         | hardcourt     | Virginia Ruzici     | Ilana Kloss Betty-Ann Stuart             | 7-5, 4-6, 7-5 |         |
| 06.              | 1979-11-25 | WTA Brighton      | tapijt        | Ann Kiyomura        | Ilana Kloss Laura duPont                 | 6-2, 6-1      |         |
| 07.              | 1980-04-13 | WTA Hilton Head   | gravel        | Kathy Jordan        | Candy Reynolds Paula Smith               | 6-2, 6-1      |         |
| 08.              | 1980-06-07 | Roland Garros     | gravel        | Kathy Jordan        | Ivanna Madruga Adriana Villagrán         | 6-1, 6-0      | details |
| 09.              | 1980-06-21 | WTA Eastbourne    | gras          | Kathy Jordan        | Pam Shriver Betty Stöve                  | 6-4, 6-1      |         |
| 10.              | 1980-07-05 | Wimbledon         | gras          | Kathy Jordan        | Rosie Casals Wendy Turnbull              | 4-6, 7-5, 6-1 | details |
| 11.              | 1980-07-20 | WTA Montréal      | hardcourt     | Pam Shriver         | Ann Kiyomura Greer Stevens               | 3-6, 6-6 opg. |         |
| 12.              | 1980-08-10 | WTA Indianapolis  | gravel        | Paula Smith         | Virginia Ruzici Renáta Tomanová          | 4-6, 6-3, 6-4 |         |
| 13.              | 1980-09-21 | WTA Las Vegas     | hardcourt (i) | Kathy Jordan        | Martina Navrátilová Betty Stöve          | 2-6, 6-4, 6-3 |         |
| 14.              | 1980-10-26 | WTA Brighton      | tapijt        | Kathy Jordan        | Martina Navrátilová Betty Stöve          | 6-3, 7-5      |         |
| 15.              | 1981-01-25 | WTA Cincinnati    | tapijt        | Kathy Jordan        | Martina Navrátilová Pam Shriver          | 1-6, 6-3, 6-3 |         |
| 16.              | 1981-09-12 | US Open           | hardcourt     | Kathy Jordan        | Rosie Casals Wendy Turnbull              | 6-3, 6-3      | details |
| 17.              | 1981-10-25 | WTA Brighton      | tapijt        | Barbara Potter      | Mima Jaušovec Pam Shriver                | 6-7, 6-3, 6-4 |         |
| 18.              | 1981-12-06 | Australian Open   | gras          | Kathy Jordan        | Martina Navrátilová Pam Shriver          | 6-2, 7-5      | details |
| 19.              | 1982-01-10 | WTA Washington    | tapijt        | Kathy Jordan        | Martina Navrátilová Pam Shriver          | 6-2, 3-6, 6-1 |         |
| 20.              | 1982-03-07 | WTA Los Angeles   | tapijt        | Kathy Jordan        | Barbara Potter Sharon Walsh              | 6-3, 7-5      |         |
| 21.              | 1982-03-20 | WTA Boston        | tapijt        | Kathy Jordan        | Rosie Casals Wendy Turnbull              | 7-6, 2-6, 6-4 |         |
| 22.              | 1982-06-05 | Roland Garros     | gravel        | Martina Navrátilová | Rosie Casals Wendy Turnbull              | 6-3, 6-4      | details |
| 23.              | 1982-11-21 | WTA Brisbane      | gras          | Billie Jean King    | Claudia Kohde-Kilsch Eva Pfaff           | 6-3, 6-4      |         |
| 24.              | 1983-04-24 | WTA Orlando       | gravel        | Billie Jean King    | Martina Navrátilová Pam Shriver          | 6-3, 1-6, 7-6 |         |
| 25.              | 1984-04-22 | WTA Amelia Island | gravel        | Kathy Jordan        | Anne Hobbs Mima Jaušovec                 | 6-4, 3-6, 6-4 |         |
| 26.              | 1985-03-31 | WTA Palm Beach    | gravel        | JoAnne Russell      | Laura Gildemeister Gabriela Sabatini     | 1-6, 6-1, 7-6 |         |
| 27.              | 1986-03-09 | WTA Hershey       | tapijt        | Candy Reynolds      | Sandy Collins Kim Sands                  | 7-6, 6-1      |         |
| 28.              | 1986-10-05 | WTA New Orleans   | tapijt        | Candy Reynolds      | Svetlana Parchomenko Larisa Savtsjenko   | 6-3, 3-6, 6-3 |         |
| 29.              | 1990-02-18 | WTA Chicago       | tapijt        | Martina Navrátilová | Arantxa Sánchez Vicario Nathalie Tauziat | 6-7, 6-4, 6-3 |         |
| 30.              | 1990-08-12 | WTA Albuquerque   | hardcourt     | Meredith McGrath    | Mareen Louie-Harper Wendy White-Prausa   | 7-6, 6-4      |         |
| 31.              | 1990-11-04 | WTA Oakland       | tapijt        | Meredith McGrath    | Rosalyn Nideffer Robin White             | 2-6, 6-0, 6-4 |         |
| 32.              | 1991-02-24 | WTA Oklahoma      | hardcourt (i) | Meredith McGrath    | Katrina Adams Jill Hetherington          | 6-2, 6-4      |         |
| verloren finales |            |                   |               |                     |                                          |               |         |
| 01.              | 1978-10-01 | WTA Atlanta       | tapijt        | Martina Navrátilová | Françoise Dürr Virginia Wade             | 6-4, 2-6, 4-6 |         |
| 02.              | 1978-10-08 | WTA Phoenix       | hardcourt     | Martina Navrátilová | Tracy Austin Betty Stöve                 | 4-6, 7-6, 2-6 |         |
| 03.              | 1979-02-18 | WTA Los Angeles   | hardcourt (i) | Martina Navrátilová | Rosie Casals Chris Evert                 | 4-6, 6-1, 3-6 |         |
| 04.              | 1979-09-29 | WTA Atlanta       | tapijt        | Ann Kiyomura        | Betty Stöve Wendy Turnbull               | 2-6, 4-6      |         |
| 05.              | 1979-12-02 | WTA Melbourne     | gras          | Dianne Fromholtz    | Billie Jean King Wendy Turnbull          | 3-6, 3-6      |         |
| 06.              | 1980-02-10 | WTA Los Angeles   | hardcourt (i) | Kathy Jordan        | Rosie Casals Martina Navrátilová         | 6-7, 2-6      |         |
| 07.              | 1980-02-24 | WTA Detroit       | tapijt        | Kathy Jordan        | Billie Jean King Ilana Kloss             | 6-3, 3-6, 2-6 |         |
| 08.              | 1980-07-27 | WTA Richmond      | tapijt        | Pam Shriver         | Billie Jean King Martina Navrátilová     | 4-6, 6-4, 3-6 |         |
| 09.              | 1980-09-28 | WTA Atlanta       | tapijt        | Kathy Jordan        | Barbara Potter Sharon Walsh              | 3-6, 1-6      |         |
| 10.              | 1980-10-05 | WTA Minneapolis   | tapijt        | Paula Smith         | Ann Kiyomura Candy Reynolds              | 3-6, 6-4, 1-6 |         |
| 11.              | 1980-11-09 | WTA Filderstadt   | hardcourt (i) | Kathy Jordan        | Hana Mandlíková Betty Stöve              | 4-6, 5-7      |         |
| 12.              | 1980-11-16 | WTA Tampa         | hardcourt     | Paula Smith         | Rosie Casals Candy Reynolds              | 6-7, 5-7      |         |
| 13.              | 1981-03-15 | WTA Dallas        | tapijt        | Kathy Jordan        | Martina Navrátilová Pam Shriver          | 5-7, 4-6      |         |
| 14.              | 1981-06-21 | WTA Eastbourne    | gras          | Kathy Jordan        | Martina Navrátilová Pam Shriver          | 7-6, 2-6, 1-6 |         |
| 15.              | 1981-07-03 | Wimbledon         | gras          | Kathy Jordan        | Martina Navrátilová Pam Shriver          | 3-6, 6-7      | details |
| 16.              | 1981-08-16 | WTA Richmond      | tapijt        | Kathy Jordan        | Sue Barker Ann Kiyomura                  | 6-4, 6-7, 4-6 |         |
| 17.              | 1981-08-23 | WTA Toronto       | hardcourt     | Candy Reynolds      | Martina Navrátilová Pam Shriver          | 6-7, 6-7      |         |
| 18.              | 1981-11-01 | WTA Filderstadt   | hardcourt (i) | Barbara Potter      | Mima Jaušovec Martina Navrátilová        | 4-6, 1-6      |         |
| 19.              | 1981-11-29 | WTA Sydney        | gras          | Kathy Jordan        | Martina Navrátilová Pam Shriver          | 7-6, 2-6, 4-6 |         |
| 20.              | 1982-01-17 | WTA Cincinnati    | tapijt        | Pam Shriver         | Sue Barker Ann Kiyomura                  | 2-6, 6-7      |         |
| 21.              | 1982-01-24 | WTA Seattle       | tapijt        | Kathy Jordan        | Rosie Casals Wendy Turnbull              | 5-7, 4-6      |         |
| 22.              | 1982-02-14 | WTA Kansas City   | tapijt        | Mary-Lou Piatek     | Barbara Potter Sharon Walsh              | 6-4, 2-6, 2-6 |         |
| 23.              | 1982-03-28 | WTA New York      | tapijt        | Kathy Jordan        | Martina Navrátilová Pam Shriver          | 4-6, 3-6      |         |
| 24.              | 1982-04-18 | WTA Fort Worth    | gravel        | Kathy Jordan        | Martina Navrátilová Pam Shriver          | 5-7, 3-6      | details |
| 25.              | 1982-05-02 | WTA Orlando       | gravel        | Kathy Jordan        | Rosie Casals Wendy Turnbull              | 3-6, 3-6      |         |
| 26.              | 1982-06-20 | WTA Eastbourne    | gras          | Kathy Jordan        | Martina Navrátilová Pam Shriver          | 3-6, 4-6      |         |
| 27.              | 1982-07-03 | Wimbledon         | gras          | Kathy Jordan        | Martina Navrátilová Pam Shriver          | 4-6, 1-6      | details |
| 28.              | 1982-10-24 | WTA Filderstadt   | hardcourt (i) | Candy Reynolds      | Martina Navrátilová Pam Shriver          | 2-6, 3-6      |         |
| 29.              | 1983-01-10 | WTA Washington    | tapijt        | Kathy Jordan        | Martina Navrátilová Pam Shriver          | 6-4, 5-7, 3-6 |         |
| 30.              | 1983-02-20 | WTA Chicago       | tapijt        | Kathy Jordan        | Martina Navrátilová Pam Shriver          | 1-6, 2-6      |         |
| 31.              | 1983-03-20 | WTA Boston        | tapijt        | Kathy Jordan        | Jo Durie Ann Kiyomura                    | 3-6, 1-6      |         |
| 32.              | 1983-04-03 | WTA Tokio         | tapijt        | Kathy Jordan        | Billie Jean King Sharon Walsh            | 1-6, 1-6      | details |
| 33.              | 1983-06-04 | Roland Garros     | gravel        | Kathy Jordan        | Rosalyn Fairbank Candy Reynolds          | 7-5, 5-7, 2-6 | details |
| 34.              | 1984-07-07 | Wimbledon         | gras          | Kathy Jordan        | Martina Navrátilová Pam Shriver          | 3-6, 4-6      | details |
| 35.              | 1986-01-26 | WTA Wichita       | tapijt        | JoAnne Russell      | Kathy Jordan Candy Reynolds              | 3-6, 7-6, 3-6 |         |
| 36.              | 1986-11-02 | WTA Indianapolis  | hardcourt (i) | Candy Reynolds      | Zina Garrison Lori McNeil                | 5-4 opg.      |         |
| 37.              | 1990-07-22 | WTA Newport (VS)  | gras          | Patty Fendick       | Lise Gregory Gretchen Magers             | 6-7, 1-6      |         |

### Finaleplaatsen gemengd dubbelspel
| nr.              | finale     | toernooi      | ondergrond | partner       | tegenstanders                    | score         |         |
| ---------------- | ---------- | ------------- | ---------- | ------------- | -------------------------------- | ------------- | ------- |
| gewonnen finales |            |               |            |               |                                  |               |         |
| 1.               | 1980-06-08 | Roland Garros | gravel     | Billy Martin  | Renáta Tomanová Stanislav Birner | 2-6, 6-4, 8-6 | details |
| 2.               | 1981-09-13 | US Open       | hardcourt  | Kevin Curren  | JoAnne Russell Steve Denton      | 6-4, 7-6      | details |
| 3.               | 1982-07-04 | Wimbledon     | gras       | Kevin Curren  | Wendy Turnbull John Lloyd        | 2-6, 6-3, 7-5 | details |
| 4.               | 1982-09-12 | US Open       | hardcourt  | Kevin Curren  | Barbara Potter Ferdi Taygan      | 6-7, 7-6, 7-6 | details |
| 5.               | 1984-06-10 | Roland Garros | gravel     | Dick Stockton | Anne Minter Laurie Warder        | 6-2, 6-4      | details |

## Resultaten grandslamtoernooien
| Legenda | Legenda                          |
| ------- | -------------------------------- |
| g.t.    | geen toernooi gehouden           |
| l.c.    | lagere categorie                 |
| –       | niet deelgenomen                 |
| G       | uitgeschakeld in de groepsfase   |
| 1R      | uitgeschakeld in de eerste ronde |
| 2R      | uitgeschakeld in de tweede ronde |
| 3R      | uitgeschakeld in de derde ronde  |
| 4R      | uitgeschakeld in de vierde ronde |
| KF      | uitgeschakeld in de kwartfinale  |
| HF      | uitgeschakeld in de halve finale |
| F       | de finale verloren               |
| W       | het toernooi gewonnen            |
| w-v     | winst/verlies-balans             |

### Enkelspel
| Toernooi        | 1977 | 1977 | 1978 | 1979 | 1980 | 1981 | 1982 | 1983 | 1984 | 1985 | 1986 | 1987 | 1988 | 1989 | 1990 | 1991 |
| --------------- | ---- | ---- | ---- | ---- | ---- | ---- | ---- | ---- | ---- | ---- | ---- | ---- | ---- | ---- | ---- | ---- |
| Australian Open | –    | –    | –    | –    | –    | 1R   | KF   | –    | –    | –    | g.t. | 3R   | –    | –    | –    | 2R   |
| Roland Garros   | –    | –    | –    | 3R   | 3R   | 4R   | 4R   | 1R   | –    | 1R   | 3R   | –    | –    | –    | –    | –    |
| Wimbledon       | 2R   | 2R   | –    | 2R   | 2R   | 2R   | KF   | –    | –    | 4R   | 1R   | 2R   | –    | –    | 2R   | –    |
| US Open         | 2R   | 2R   | 4R   | 4R   | 1R   | KF   | –    | –    | –    | –    | 1R   | –    | 1R   | 2R   | –    | 2R   |

### Vrouwendubbelspel
| Toernooi        | 1976 | 1977 | 1977 | 1978 | 1979 | 1980 | 1981 | 1982 | 1983 | 1984 | 1985 | 1986 | 1987 | 1988 | 1989 | 1990 | 1991 |
| --------------- | ---- | ---- | ---- | ---- | ---- | ---- | ---- | ---- | ---- | ---- | ---- | ---- | ---- | ---- | ---- | ---- | ---- |
| Australian Open | –    | –    | –    | –    | –    | –    | W    | HF   | –    | –    | –    | g.t. | –    | –    | –    | –    | HF   |
| Roland Garros   | –    | –    | –    | –    | KF   | W    | KF   | W    | F    | KF   | 3R   | KF   | –    | –    | –    | –    | –    |
| Wimbledon       | –    | 1R   | 1R   | –    | 3R   | W    | F    | F    | –    | F    | 1R   | 3R   | KF   | –    | –    | 3R   | –    |
| US Open         | 2R   | 3R   | 3R   | 2R   | 2R   | HF   | W    | KF   | –    | –    | 2R   | 3R   | –    | 3R   | 1R   | –    | 3R   |

### Gemengd dubbelspel
| Toernooi        | 1978 | 1979 | 1980 | 1981 | 1982 | 1983 | 1984 | 1985 | 1986 | 1987 | 1988 | 1989 | 1990 | 1991 |
| --------------- | ---- | ---- | ---- | ---- | ---- | ---- | ---- | ---- | ---- | ---- | ---- | ---- | ---- | ---- |
| Australian Open | –    | –    | –    | –    | –    | –    | –    | –    | g.t. | –    | –    | –    | –    | 1R   |
| Roland Garros   | –    | KF   | W    | KF   | –    | –    | W    | 3R   | –    | –    | –    | –    | –    | –    |
| Wimbledon       | –    | –    | 2R   | 1R   | W    | –    | 3R   | 3R   | –    | 1R   | –    | –    | –    | –    |
| US Open         | HF   | KF   | HF   | W    | W    | –    | –    | –    | 1R   | –    | 2R   | 2R   | –    | 1R   |